# Bohemian Grove
 (octobre 2024).
Le contenu est difficilement compréhensible vu les erreurs de traduction, qui sont peut-être dues à l'utilisation d'un logiciel de traduction automatique.
Le Bohemian Grove est un terrain de camping de 11 km2 situé au 20601 Bohemian Avenue à Monte Rio en Californie aux États-Unis. Il appartient à un club privé basé à San Francisco connu sous le nom de Bohemian Club. À la mi-juillet chaque année, le Bohemian Grove accueille un campement de plus de deux semaines de certains des hommes les plus puissants du monde.
Les membres tous masculins du Bohemian Club comprennent des artistes et des musiciens, ainsi que de nombreux chefs d'entreprise de premier plan, des représentants du gouvernement, d'anciens présidents américains, des cadres supérieurs des médias et d'autres hommes de pouvoir. Les membres peuvent également inviter des amis au campement. Les invités peuvent aussi bien venir aux « Spring Jinks » de juin ou pour le campement principal en juillet. Les membres du Bohemian Club peuvent planifier des événements privés d'un jour au camping, tant qu'il n'est pas utilisé par le club, et ils sont autorisés à ces moments-là à amener leur conjoint, leur famille et leurs amis, bien que les invités de sexe féminin et mineurs doivent partir de la propriété avant 21 ou 22 h.
La devise du club est « les toiles d'araignée ne se posent pas ici », ce qui implique que les préoccupations extérieures et les accords commerciaux doivent être laissés de côté. Lorsqu'ils sont rassemblés en groupes, les Bohemians adhèrent généralement à l'injonction, bien que les discussions sur les affaires se déroulent souvent à deux. D'importants accords politiques et commerciaux sont conclus au Grove. Le Grove est particulièrement célèbre pour la réunion de planification du Projet Manhattan qui s'y est tenue en septembre 1942 et qui a conduit à la bombe atomique. Parmi les participants à cette réunion figurent Ernest Orlando Lawrence, Robert Oppenheimer, les chefs du comité consultatif pour l'uranium, tels que les présidents de Harvard, de Yale et Princeton, ainsi que les représentants de Standard Oil et de General Electric, accompagnés par divers responsables militaires. À cette époque, Oppenheimer n'est pas membre du comité pour l'uranium, même si avec Lawrence, il anime la discussion. Les membres du Grove sont particulièrement fiers de cet événement et racontent souvent l'histoire aux nouveaux entrants. D'autres comportements au camping ont conduit à de nombreuses revendications et même à des parodies dans la culture populaire. Par exemple les commentaires de l'ancien président Richard Nixon sur un enregistrement du 13 mai 1971 : « Le Bohemian Grove, auquel j'assiste de temps en temps, c'est la chose la plus putain de pédé que vous ne puissiez imaginer ». "The Bohemian Grove, which I attend from time to time—it is the most faggy goddamned thing you could ever imagine, with that San Francisco crowd.",,,,

## Histoire
La tradition d'un campement estival est établie six ans après la formation du Bohemian Club en 1872. Henry Edwards, un acteur de théâtre et membre fondateur, annonce son déménagement à New York pour poursuivre sa carrière. Le 29 juin 1878, un peu moins de cent Bohemians se rassemblent au milieu des séquoias dans le comté de Marin, près de Taylorsville (l’actuel Samuel P. Taylor State Park) pour une soirée d'adieu en l'honneur d'Edwards. L'alcool coule à flots, les lanternes japonaises illuminent les festivités, et les membres du club se retirent à une heure tardive dans le modeste confort des couvertures posées sur un dense tapis d'aiguilles de séquoia. Ce rassemblement festif est répété l'année suivante sans Edwards et devient le campement annuel du club. En 1882, les membres du club campent ensemble à divers endroits dans le comté de Marin et dans le comté de Sonoma, y compris dans l'actuel Muir Woods National Monument et dans un bosquet de séquoias qui se trouvait à l'époque près de Duncans Mills, quelques kilomètres au sud de la Russian River. À partir de 1893, les Bohemians louent l’emplacement actuel avant de l'acheter en 1899 à Melvin Cyrus Meeker, qui avait développé une fructueuse opération d'exploitation forestière dans la région. Au cours des décennies suivantes, les membres du club achètent un terrain entourant l'emplacement d'origine jusqu'au périmètre du bassin dans lequel il se trouve.
L'écrivain et journaliste William Henry Irwin a dit à propos du Bohemian Grove :

« Vous tombez dessus soudainement. Un pas et sa gloire vous submerge. Il n'y a pas de perspective. Vous ne pouvez pas vous éloigner suffisamment de l'un de ces arbres pour le voir dans son ensemble. Ils se tiennent là, un monde de hauteur au-dessus de vous, leurs pinacles cachés par leur franges dans les plus hautes branches ou perdus dans le ciel. »

— Porter Garnett, The Bohemian Jinks: A Treatise
Peu de temps après la création du club par des journalistes, il est réquisitionné par d'éminents hommes d'affaires basés à San Francisco, qui fournissent les ressources financières nécessaires pour acquérir de nouvelles terres et des installations au Grove. Cependant, ils gardent toujours les « bohèmes », les artistes et les musiciens, qui continuent à divertir les membres et les invités internationaux.

## Adhésion et fonctionnement
Le Bohemian Club est un club privé : seuls les membres actifs et leurs invités peuvent visiter le Grove. Les invités sont régulièrement des personnalités et des politiciens notables d'autres pays. En particulier pendant le campement estival, le nombre d'invités est strictement limité en raison de la petite taille des installations.

### Valets de camp
Les valets de camp sont responsables du fonctionnement des camps individuels. Les chefs de service sont semblables aux directeurs généraux d'un complexe, d'un club, d'un restaurant ou d'un hôtel. Le personnel de service comprend des travailleuses dont la présence au Grove est limitée aux heures du jour et aux zones centrales proches de la porte principale. Les travailleurs de sexe masculin peuvent être hébergés au Grove dans les limites du camp auquel ils sont affectés ou dans des zones de services périphériques. Les travailleurs de haut statut restant dans de petits quartiers privés, mais la plupart sont logés dans des dortoirs rustiques.

### Vieille Garde
Après 40 ans d'adhésion, les hommes gagnent le statut de « Vieille Garde », leur octroyant des places réservées aux réunions quotidiennes du Grove, ainsi que d'autres avantages indirects. L'ancien président américain Herbert Hoover a intégré la Vieille Garde le 19 mars 1953, il avait rejoint le club exactement 40 ans auparavant. Des branches de séquoia du Bohemian Grove ont été transportées par avion jusqu'à l'hôtel Waldorf-Astoria à New York, où elles ont été utilisées pour décorer une salle de banquet pour une célébration. Dans son discours de remerciement, Herbert Hoover compare l'honneur de Vieille Garde à son rôle fréquent de conseiller vétéran auprès des présidents ultérieurs.

### Aménagements
La zone de campement principale est constituée d'une section de 0,64 km2 de séquoias anciens âgés de plus de 1 000 ans, certains mesurant 91 mètres de haut. L'activité principale du Grove est un divertissement varié auquel tous les membres participent, sur une grande scène principale et une scène plus petite et plus intime. La majorité des installations communes sont des lieux de divertissement. Les quartiers de couchage, ou « camps » sont également dispersés dans tout le Grove. Il y en avait 118 en 2007. Ces camps, qui sont souvent patrilinéaires, sont les principaux moyens par lesquels se nouent des contacts commerciaux et politiques de haut niveau et des amitiés. Les camps les plus importants sont les suivants : les Hill Billies, le Mandalay, l'Homme des cavernes, le Passager clandestin, les Uplifters, le Nid de hiboux, le Refuge, l'Île aux oiseaux, Lost Angeles, les Squatteurs de Silverado, les Sempervirens, le Flanc de coteau et l'Idlewild,.
Chaque camp a un « capitaine », dont l'une des nombreuses occupations est son entretien. De nombreux entrepreneurs locaux du comté de Sonoma effectuent diverses tâches dans ces camps et qualifient le travail demandé de simple et écologique.
Les équipements de divertissement centraux sont les suivants :
- Grove Stage : un amphithéâtre de 2 000 places, utilisé principalement pour les productions théâtrales du Grove, le dernier weekend du campement estival. La scène s'étend jusqu'au flanc de coteau et abrite le deuxième plus grand orgue extérieur du monde.
- Field Circle : un amphithéâtre en forme de bol utilisé pour la comédie musicale Low Jinks, tenue au début de juin pendant les Spring Jinks, et pour diverses autres représentations.
- Campfire Circle : un cercle avec un feu de camp en son centre, entouré de bancs en bois de séquoia sculpté. Utilisé pour des performances plus petites dans un cadre plus intime.
- Museum Stage : une salle semi-extérieure avec une scène couverte. Conférences et petits spectacles.
- Dining Circle : pouvant prodiguer environ 1 500 dîners simultanément.
- Clubhouse : conçu par Benrard Maybeck en 1903 et achevé en 1904 sur une falaise surplombant la Russian River, un bâtiment polyvalent pour des repas, des apéritifs et des divertissements. Connu comme étant le site de la réunion de planification du Projet Manhattan tenue en 1942[12].
- The Owl Shrine and the Lake : un lac artificiel utilisé pour les concerts de midi est aussi le lieu de la Cremation of Care, qui s'y tient le premier samedi du campement. C'est aussi le lieu de la « Discussion du bord de lac » quotidienne à 12 h 30. Ces discussions informelles importantes sont données au fil des ans par des artistes, des professeurs, des astronautes, des chefs d'entreprise, des officiers de cabine, des directeurs de la CIA et les futurs et anciens présidents américains[13].

### Sécurité
Le Bohemian Grove est protégé toute l'année par une équipe de sécurité sophistiquée. Le parc emploie également d'anciens militaires pour aider à la sécurisation de la zone. Ils utilisent des équipements de sécurité haut de gamme, notamment des caméras de vision thermique et nocturne, des détecteurs de mouvement et des systèmes d'alarme à détection de vibrations. Le niveau de sécurité est particulièrement élevé pendant les périodes pendant lesquelles les Bohemians sont sur place. Pendant ces périodes, le bureau du shérif local, la California Highway Patrol et, si la liste des invités le justifie, les services secrets des États-Unis aident à sécuriser les zones et les routes entourant le campement,.
En 2019, le conseil de surveillance du comté de Sonoma informe le club que cette année serait la dernière où ils fourniraient un renforcement de la sécurité par les forces de l'ordre.
Malgré le haut niveau de sécurité actuel, il y a eu de nombreuses infiltrations réussies de haut niveau dans le Bohemian Grove :
- En été 1980, Rick Clogher pénètre dans le Grove avec l'aide d'un employé et se fait passer pour un ouvrier pendant deux week-ends du campement annuel. Son travail, la première investigation d'un magazine de l'intérieur du campement, est publié dans le numéro d'août 1981 de Mother Jones[17]. À peu près au même moment, ABC World News diffuse un reportage spécial sur le Bohemian Grove[18].
- En été 1989, le journaliste du magazine Spy, Philip Weiss, passe sept jours dans le campement en se faisant passer pour un invité, ce qui a conduit à la publication de son article en novembre 1989 : « Inside the Bohemian Grove ». Il est finalement découvert et arrêté pour intrusion.
- Le 15 juillet 2000, Alex Jones et son caméraman Mike Hanson entrent clandestinement dans le Bohemian Grove et tournent des images de la cérémonie de Crémation des Soins. Alex Jones prétend alors faussement qu'il s'agit d'un « sacrifice rituel »[19],[20]. À partir de ces images, le réalisateur de documentaires Jon Ronson produit l'épisode The Satanic Shadowy Elite?, dans lequel il qualifie le rituel de « fête fraternelle dégénérée », tandis que Alex Jones produit Dark Secrets Inside Bohemian Grove, décrivant ce qu'il pense être des rituels sataniques[21].
- Le 19 janvier 2002, Richard McCaslin est arrêté après son infiltration nocturne dans le Bohemian Grove, où il déclenche plusieurs incendies. Il est lourdement armé et porte un masque de tête de mort et une tenue avec écrit « Phantom Patriot » sur la poitrine. Aucun membre ou invité du Bohemian Club n'est alors présent au campement à ce moment-là[22].

## Traditions, rituels et symboliques

### Symboliques

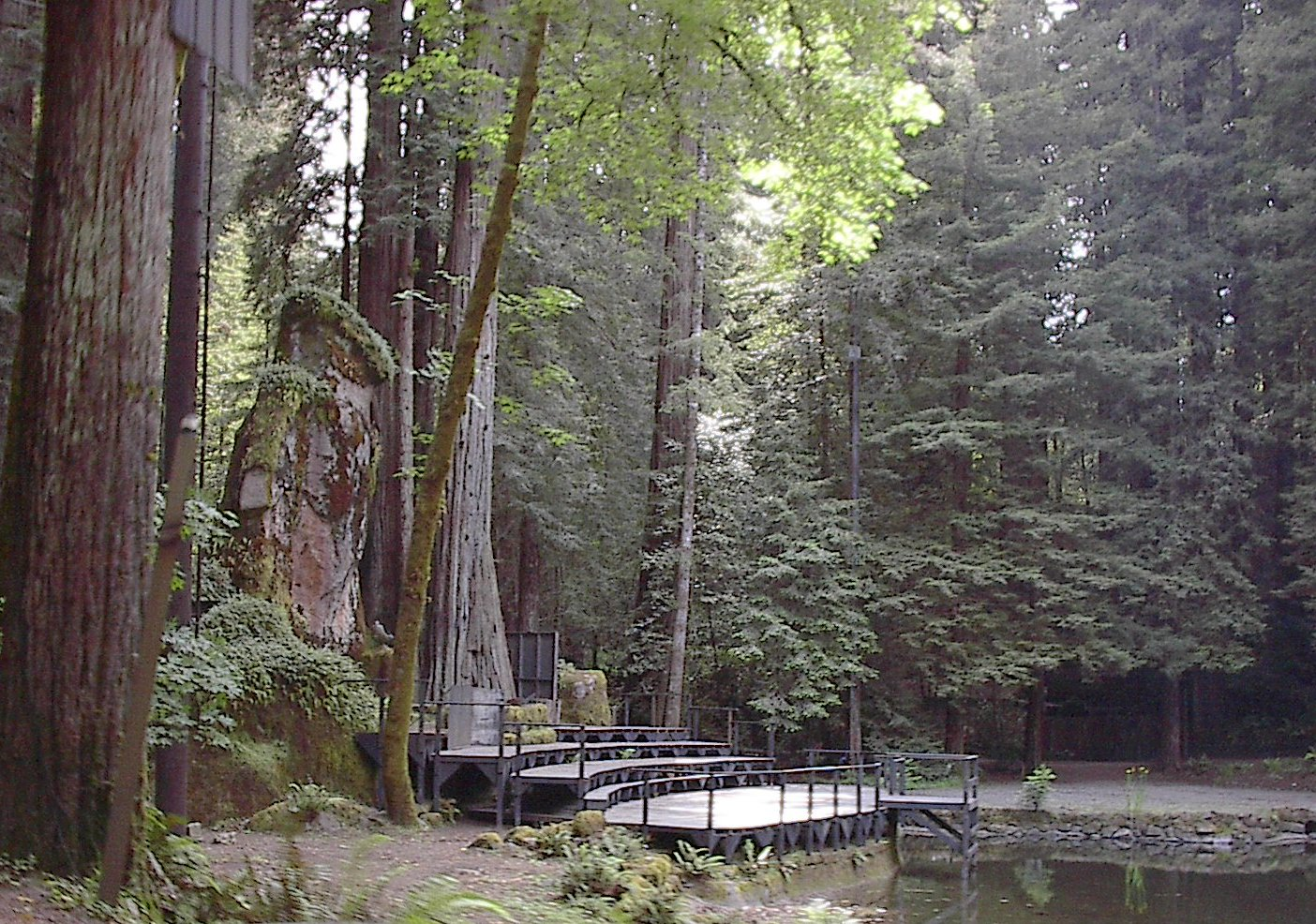
Le Sanctuaire du Hibou couvert de mousse, debout parmi les arbres derrière une scène au bord d'un étang artificiel.

Le saint patron du club est Jean Népomucène qui, selon la tradition, choisit de subir la mort des mains d'un monarque de Bohême plutôt que de révéler les secrets confessionnels de la reine. Une grande sculpture de bois de Saint-Jean en robe de clerc avec son index sur les lèvres se dresse au bord du lac dans le Grove, symbolisant le secret gardé par les participants du Grove tout au long de sa longue histoire.
Depuis la fondation du club, la mascotte du Bohemian Grove est un hibou, symbole de la sagesse. Une statue de hibou creuse de 9 mètres en béton sur des supports en acier se dresse à la tête du lac dans le Grove. Cette statue est conçue par le sculpteur et double président du club Haig Patigian. Il est construit à la fin des années 1920,,,. Depuis 1929, le Sanctuaire du Hibou sert de toile de fond à la cérémonie annuelle de Crémation des Soins.

### Crémation des Soins
La cérémonie de Crémation des Soins est une production théâtrale à laquelle participent en tant qu'acteurs certains membres du club. Elle est réalisée pour la première fois en 1881. La pièce est conçue par James F. Bowman, avec George T. Bromley dans le rôle du Grand Prêtre. Elle est mise en place à l'origine dans le cadre de la performance dramatique sérieuse High Jinks le premier week-end du campement estival, après quoi l'esprit de « Soucis », tué par le héros Jinks, est solennellement incinéré. La cérémonie sert de catharsis aux grands esprits refoulés, et permet de « représenter symboliquement le salut des arbres par le club… ». La Crémation des Soins est séparée des autres pièces du Grove Play en 1913 et déplacée à la première nuit pour devenir « un exorcisme du démon pour assurer le succès des deux semaines suivantes » du campement.
La cérémonie a lieu devant le Sanctuaire du Hibou. La statue recouverte de mousse et de lichen simule une formation rocheuse naturelle, tout en contenant des équipements électriques et audio. Pendant de nombreuses années, un enregistrement de la voix du membre du club Walter Cronkite est utilisée comme la voix du Hibou pendant la cérémonie. La musique et la pyrotechnie accompagnent le rituel pour un effet dramatique.

### Grove Play

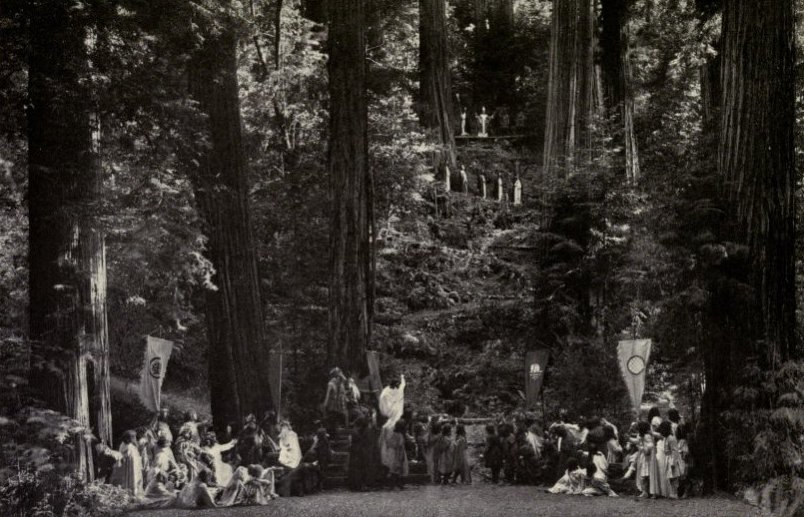
Une répétition générale pour le Grove Play de 1909, St. Patrick at Tara.

Chaque année, une pièce de théâtre appelée « Grove Play » est présentée pendant une nuit durant le dernier week-end du campement estival. La pièce est une production théâtrale et musicale à grande échelle, écrite et composée par les membres du club, impliquant quelque trois cents personnes, dont des chœurs, des acteurs, une équipe technique et un orchestre. Le premier Grove Play est joué en 1902. Pendant les années de la Seconde Guerre mondiale, la scène est sombre. En 1975, un observateur estime que le Grove Play coûte entre 20 000 et 30 000 dollars, un montant qui atteindrait 143 000 dollars aujourd'hui.

## Controverses

### Femmes
Bien qu'aucune femme n'ait jamais été membre à part entière du Bohemian Club, les quatre membres honoraires féminins étaient l'hôtesse Margaret Bowman, la poétesse Ina Coolbrith, qui a été bibliothécaire pour le club, l'actrice Elizabeth Crocker Bowers et l'écrivain Sara Jane Lippincott. Depuis la mort de Coolbirth en 1928, aucune autre femme n'est devenue membre. Ces membres d'honneur et d'autres femmes invitées ont été autorisées à entrer dans le bâtiment « City Club » du Grove en journée, mais pas aux étages supérieurs de ce bâtiment, ni jamais en tant qu'invitées principales du campement estival. Des « Ladies' Jinks » sont organisés chaque année par le club spécialement pour les épouses et leurs invités.
En 1978, le Bohemian Club est accusé de discrimination par le Département californien de l'emploi équitable et du logement en raison de son refus d'embaucher des femmes. En janvier 1981, un juge administratif prononce une décision soutenant les pratiques du club, notant que les membres du club du Grove « urinent en plein air sans même utiliser des toilettes rudimentaires » et donc que la présence de femmes pourrait modifier le comportement des membres du club. Cependant, la décision du juge est annulée par le Département californien de l'emploi équitable et du logement, qui le 17 octobre 1981 ordonne au club de recruter des femmes comme employées.
En 1984, le Bohemian Club s'adresse à la Cour suprême de Californie à ce sujet, faisant valoir que leur liberté d'association était lésée. La Cour statue alors contre le club et refuse une révision en 1987, forçant le club à embaucher des travailleuses pour le campement estival. Cette décision est citée comme précédent juridique et est discutée lors du débat au parquet de 1995-1996 sur le projet de loi « California Senate Bill SB 2110 », un projet visant à déterminer si les organisations exonérées d'impôt étaient également exonérées des lois de droits civils Unruh.

### Exploitation forestière
En dehors de la zone centrale du camping, le site de l'ancien Grove, mais à l'intérieur des 11 km² appartenant au Bohemian Club, des activités d'exploitation forestière sont en cours depuis 1984. Environ 26 000 m3 de bois ont été prélevés des forêts de séquoias et de sapins de Douglas environnantes de 1984 à 2007. En 2007, le comité d'administration du Bohemian Club dépose une demande de permis d'exploitation non industrielle à la disposition des propriétaires fonciers de moins de 10 km2 de terres à bois, ce qui leur permettrait d'augmenter régulièrement leur exploitation dans les peuplements de deuxième croissance de 1 900 m3 par an à 4 000 m3 pendant la durée du permis de 50 ans. Le comité a été conseillé par Tom Bonnicksen, un professeur de bûcheronnage à la retraite, qu'il devrait effectuer une sélection de groupe pour réduire le risque d'incendie à travers les peuplements denses de deuxième croissance, endommageant l'ancienne forêt que le Club désire protéger. Le Bohemian Club déclare qu'une expansion de leurs activités forestières est nécessaire pour prévenir les incendies et que l'argent tiré de la vente du bois serait utilisé pour stabiliser les routes d'accès et pour éliminer les espèces incendiaires comme les chênes à tan ou les broussailles. Le Département californien de la pêche et de la vie sauvage leur recommande plutôt de mener leur exploitation forestière sur un seul type d'arbre afin de préserver les habitats des guillemots et des chouettes tachetées dans les arbres sénescents. Philip Rundel, professeur de biologie à l'Université de Californie à Berkeley, ajoute que les séquoias ne sont pas très inflammables et qu'« il s'agit clairement d'un projet d'exploitation forestière, pas d'un projet visant à réduire les risques d'incendie ». Reed F. Noss, professeur à l'Université de Californie à Davis, écrit que les incendies dans les forêts de séquoias n'ont pas besoin d'être prévenus et que les jeunes séquoias sont faits pour se régénérer après la destruction laissée par les incendies typiques du climat.
Après la controverse soulevée par les opposants du plan d'exploitation, le club décide d'établir explicitement sa qualification pour le permis en offrant 0,65 km2 de forêt à la Rocky Mountain Elk Foundation à Missoula dans le Montana dans un objectif de conservation. 0,23 km2 supplémentaire sont supprimés de l'exploitation forestière commerciale, ce qui porte le total à 9,37 km2 et rendant ainsi le club admissible au permis. Les opposants et leurs avocats interprètent la loi pertinente comme comptant toutes les terres forestières et pas uniquement celles qui sont effectivement soumises au permis d'exploitation. Ils déclarent que si le total des terres forestières est compté, 10,26 km2 sont la propriété du club, de sorte que le permis ne puisse pas être accordé.
Le 10 mars 2011, le juge René A. Chouteau rejette le plan de gestion du bois non industriel (PGBNI), précédemment approuvé par le Département californien de protection des forêts et contre les incendies. Le procès, intenté par le Sierra Club, le Club de préservation des séquoias Bohémiens, visait à faire annuler le PGBNI. La décision a pour conséquence d'obliger le Bohemian Club à rédiger un nouveau PGBNI qui offre des alternatives à son taux d'exploitation proposé. À l'heure actuelle, le Bohemian Club n'est pas autorisé à enregistrer une de ses propriétés.

## Dans la culture populaire
- Une large partie du roman Significant Others d'Armistead Maupin se déroule au Bohemian Grove, où les rituels sont décrits en détail.
- L'intrigue du film de Harry Shearer, Teddy Bears' Picnic, concerne un campement estival de dirigeants masculins importants au Zambezi Glen, une référence à peine cachée au Bohemian Grove. Harry Shearer a participé au moins une fois à un événement du Bohemian Club[39].
- Le sixième épisode Human Sacrifice de la série télévisée d'animations Lucy, the Daughter of the Devil, diffusé pour la première fois le 7 octobre 2007, se déroule lors d'une orgie au Bohemian Grove, lors de laquelle un sacrifice humain au diable (H. Jon Benjamin) est arrangé par le Sénateur Whitehead (Sam Seder) comme coup d'envoi de sa campagne présidentielle. Whitehead est censé épouser Lucy, la fille du diable (Melissa Bardin Galsky), qui est également l'Antéchrist, et la victime est censée être son petit ami, DJ Jesus (Jon Glaser). Cependant, Jésus, qui est également un magicien d'évasion, sort de la cage dans laquelle Whitehead l'a enfermé, et Jessie Goldstein, un humoriste qui a vendu son âme au diable en échange d'une multitude de blagues scatophiles, finit par être sacrifié.
- Une référence au Bohemian Grove se trouve également dans le film de 1984 réalisé par Robert Altman, Secret Honor, lorsque Richard Nixon, interprété par Philip Baker Hall, décrit un groupe puissant l'ayant manipulé tout au long de sa carrière politique. Dans le film, le Bohemian Grove, est appelé « Le Comité des 100 »[40].
- Dans la deuxième saison de True Detective, une victime est retrouvée à « une adresse de Guerneville », et participait à des soirées secrètes et à des rituels autour d'un hibou[41].
- Les « Champs Élysées » de la cinquième saison de House of Cards font référence au Bohemian Grove[42].
- Le roman Noir de Christopher Moore, sorti en 2018, a pour intrigue centrale le Bohemian Grove.
- Le groupe de deathcore américain Emmure a une chanson écrite en référence au Grove et aux réunions secrètes qui s'y déroulent sur leur album Speaker of the Dead.
- Dans l'album Control Systems de l'artiste de hip-hop Ab-Soul se trouve une chanson intitulée Bohemian Grove.
- Le groupe de black metal norvégien Mayhem ont une chanson intitulée Corpse of Care, qui semble décrire le rituel de la Crémation des Soins. Elle se trouve sur l'album de 2014 Esoteric Warfare.